# Hoàng Sa Tự
Hoàng Sa Tự (chữ Hán: 黄 砂 寺), là ngôi miếu cổ của người Việt xây dựng trên đảo Phú Lâm của quần đảo Hoàng Sa, đảo này Trung Quốc chiếm giữ vào đêm 20 rạng ngày 21 tháng 2 năm 1956, Việt Nam và Trung Quốc cùng tuyên bố chủ quyền.

## Hoàng Sa Tự niên hiệu Bảo Đại
Miếu có một gian theo thể chế nhà đá. Cuộc khảo sát đầu tiên là của nhà Thanh năm 1909 do Ngô Kính Vinh dẫn đầu xác nhận: “Ở trên mỗi đảo Hoàng Sa đều có một ngôi miếu nhỏ xây kiểu nhà đá, tất cả tường mái là đá san hô và vỏ sò”. Ba mặt miếu Hoàng Sa bên trái, bên phải và đằng sau đều trồng các loại cây do quân nhân đến đảo đem theo hạt giống gieo trồng như hạt quả thủy nam [cây ba đậu nam].
Tạp chí Lữ hành gia của Trung Quốc, năm 1957, mô tả: "永兴島上現在还有漁民自己修建的兩座庙,南面的叫“孤魂庙” ,北面的叫“黄沙寺”。"  (Dịch là: Trên đảo Vĩnh Hưng vẫn còn hai ngôi chùa miếu do ngư dân xây dựng, ngôi ở phía nam tên là "miếu Cô hồn" và ngôi đền ở phía bắc tên là chùa Hoàng Sa".). Cửa vào Hoàng Sa Tự có khắc hai bên đôi câu:
Cô hồn miếu, cô hồn diễu diễu
孤魂庙，孤魂渺渺； (nghĩa là "Miếu Cô hồn, cô hồn lênh đênh");
Hoàng sa tự, bích huyết Hoàng sa
黄沙寺,碧血黄沙。 (nghĩa là "chùa Hoàng Sa, liệt sĩ Hoàng Sa").
Phía trên là bức Hoành phi có ghi "海不扬波" "Hải bất dương ba" có nghĩa là "Biển không nổi sóng"
Trong miếu có ghi niên hiệu "大南皇帝 保大十四年三月初一"Đại Nam Hoàng Đế Bảo Đại thập tứ niên tam nguyệt sơ nhất" (ngày mồng 1 tháng 3 năm Bảo Đại 14).
Nếu căn cứ việc Vĩnh Thụy được tôn lên kế vị làm vua lấy niên hiệu Bảo Đại vào ngày 8 tháng 1 năm 1926, thì Hoàng sa tự có thể được trùng tu ngày mồng 1 tháng 3 năm Kỷ Mão (tức 20/04/1939) sau khi bị bão làm sụp đổ chứ không phải Hoàng sa tự được xây vào ngày 01/03(Âm lịch)/1934 và sụp đổ vào năm 1939 như một số tài liệu Trung quốc đã ghi.
Sau khi Trung Quốc đổ quân chiếm đóng Phú Lâm, trong tạp chí "Lữ hành gia" quyển 6 xuất bản năm 1957 tại Bắc Kinh đã xác nhận niên đại trùng tu năm Bảo Đại 14 như trên. Năm 1974, sau khi Trung Quốc đổ quân chiếm đóng toàn bộ quần đảo Hoàng Sa, nhà khảo cổ Trung Quốc Hàn Chấn Hoa và đồng nghiệp đến Hoàng Sa khảo sát, đã ghi nhận di tích của Hoàng Sa Tự (黄 砂 寺) trên đảo Phú Lâm.
Theo nhà nghiên cứu Nguyễn Nhã, Hoàng Sa Tự là "bằng chứng hiển nhiên vết tích của việc xác lập chủ quyền của Việt Nam" tại Hoàng Sa.
Hoàng Sa tự tồn tại ít nhất đến năm 1957 nhưng ngày nay không còn nữa.

## Miếu thần ở Hoàng Sa niên hiệu Minh Mạng

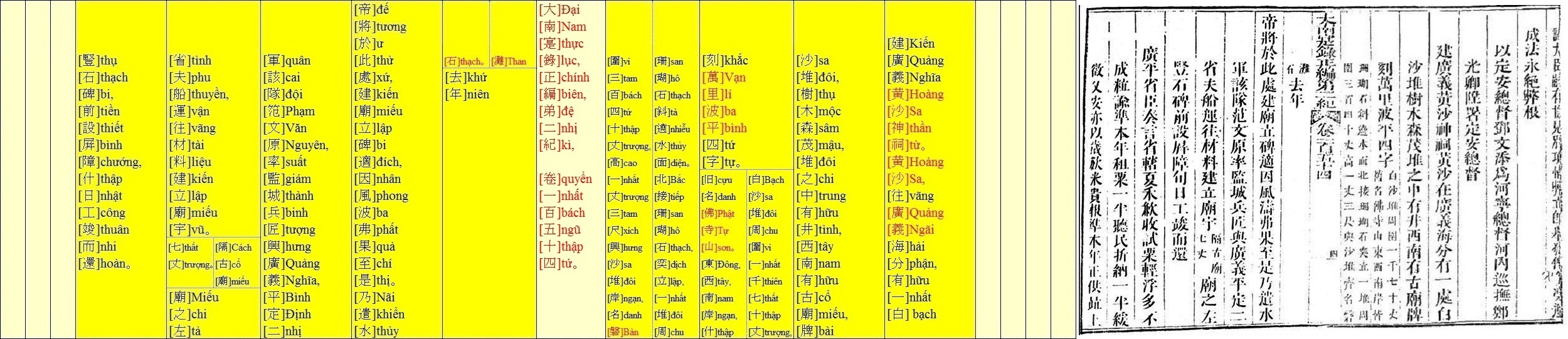
Trang sách Đại Nam thực lục chính biên, đệ nhị kỷ, quyển 154, viết về việc Minh Mạng cho xây dựng Hoàng Sa Tự trên đảo Phú Lâm quần đảo Hoàng Sa năm 1835.

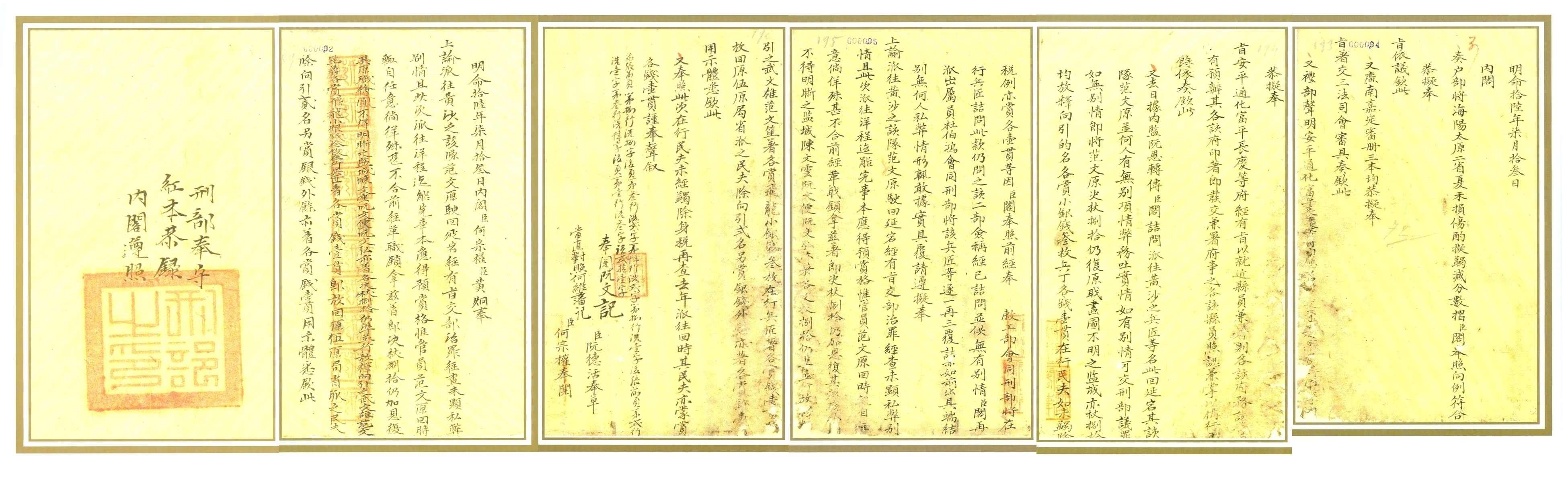
Châu bản triều Nguyễn (阮朝硃本) về việc trở về sau khi xây đền thờ ở Hoàng Sa (黄沙) của đội Hoàng Sa do Phạm Văn Nguyên (笵文原) chỉ huy.

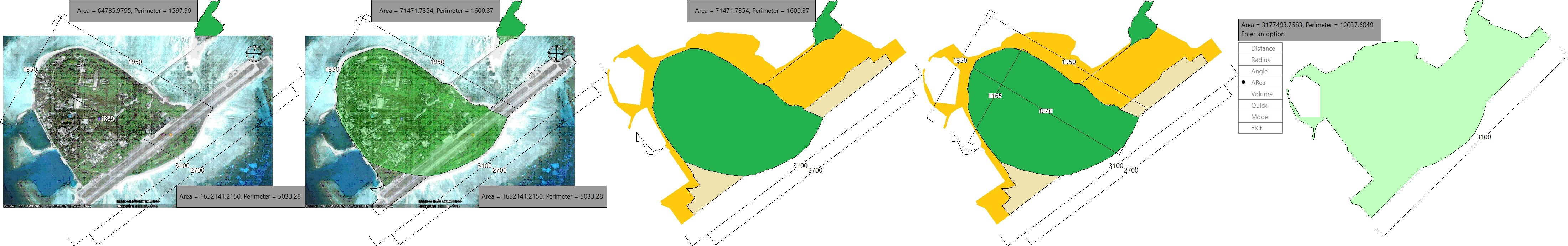
Bản đồ đảo Phú Lâm (Woody Island, 永興島) của quần đảo Hoàng Sa (Paracel Islands).

Miếu thần Hoàng Sa thời Minh Mạng được xây dựng trên một hòn đảo có bài khắc cổ Vạn lý ba bình, nay lấy làm tên cho đảo Ba Bình thuộc quần đảo Trường Sa, xây trong mười ngày. Tháng 6 âm lịch năm Ất Mùi niên hiệu Minh Mạng 16 (1835), Đại Nam thực lục chép rằng: 
"建廣義黄沙神祠。黄沙,往廣義海分,有一白沙堆,樹木森茂,堆之中有井,西南有古廟,牌刻萬里波平四字。(白沙堆周圍一千七十丈,旧名佛寺山。東,西,南岸,什珊瑚石斜遶水面。北接珊瑚石,奕立,一堆周圍三百四十丈,高一丈三尺興沙堆岸,名磐灘石。)..."
"Dựng đền thờ thần [ở đảo] Hoàng Sa thuộc Quảng Ngãi (Quảng Nghĩa, 廣義). Hoàng Sa ở hải phận Quảng Ngãi, có một chỗ nổi cồn cát trắng, cây cối um tùm rậm rạp, giữa cồn cát có giếng, phía tây nam có miếu cổ, có tấm bài khắc 4 chữ "Vạn lý ba bình 萬里波平" (cồn Bạch Sa [cát trắng] chu vi 1070 trượng, tên cũ là núi Phật Tự, bờ đông, bờ tây, và bờ nam là vô số đá san hô thoai thoải uốn quanh mặt nước. Phía bắc, giáp với một cồn toàn đá san hô, chu vi 340 trượng, đứng sừng sững, cao hơn so với bờ cồn cát 1 trượng 3 thước, gọi là Bàn Than thạch). Năm ngoái vua toan dựng miếu lập bia ở chỗ ấy, bỗng vì sóng gió không làm được. Đến đây, mới sai cai đội Thủy quân là Phạm Văn Nguyên đem lính thợ Giám thành cùng phu thuyền hai tỉnh Quảng Ngãi, Bình Định, chuyên chở vật liệu đến dựng miếu (cách tòa miếu cổ 7 trượng). Bên tả miếu dựng bia đá; phía trước miếu xây bình phong. Mươi ngày làm xong rồi về."
Chu vi đảo xây miếu thời Minh Mạng dài 1070 trượng là khoảng 5030 mét (một trượng khoảng 4,7 m). Chu vi cồn cát được gọi là "Bàn Than thạch" thời Minh Mạng khoảng 1600 mét (340 trượng).
Dựng đền thờ thần ở Hoàng Sa thuộc Quảng Ngãi. Hoàng Sa ở hải phận Quảng Ngãi, có một chỗ nổi cồn cát trắng, cây cối um tùm rậm rạp, giữa cồn cát có giếng, phía tây nam có miếu cổ, có tấm bài khắc 4 chữ "Vạn lý ba bình". Cồn cát trắng chu vi 1070 trượng, tên cũ là núi Phật Tự. Bờ đông, bờ tây và bờ nam Bàn Than thạch.
Trong sách "Việt sử thông giám cương mục khảo lược" viết năm 1876, trong mục về Vạn lí Trường Sa Nguyễn Thông có chép:
..., 洲上出甜水，海鳥多不知名。有古廟瓦 ，扁額刻「萬里波平」四字，不知何代所建。軍人往辰，常携南方菓核，散播廟内外，冀成樹以為識認。自黃沙隊罷，近來無復向若者。 ”... Châu thượng xuất điềm thủy, hải điểu đa bất tri danh。Hữu cổ miếu ngõa, biển ngạch khắc “Vạn lí ba bình” (萬里波平) tứ tự, bất tri hà đại sở kiến。Quân nhân vãng thần, thường huề nam phương quả hạch (南方菓核), tán bá miếu nội ngoại, kí thành thụ dĩ vị thức nhận。tự Hoàng Sa đội (黃沙隊) bãi, cận lai vô phục hướng nhược giả。”
Dịch nghĩa: "... Trên bãi có nước ngọt, chim biển nhiều không kể hết (tên), có miếu cổ lợp ngói [Hoàng Sa Tự], hoành phi (biển treo trên cửa) khắc 4 chữ “Vạn lý ba bình” (萬里波平, vạn dặm sóng yên), không biết xây dựng từ bao giờ. Quân nhân [đội Hoàng Sa] đi ra đấy, thường mang hạt (quả) cây phương nam, trồng ở các phía trong và ngoài của miếu ấy, mong cho thành cây to làm (cây nêu bờ rào) để nhận biết được từ xa khơi (so that people could locate the islands from afar). Từ khi bãi bỏ đội Hoàng Sa (黃沙隊), gần đây không ai đi đến vùng biển ấy nữa."